# Епархия Фуншала
Епархия Фуншала (лат. Dioecesis Funchalensis) — епархия Римско-Католической церкви с центром в городе Фуншал, остров Мадейра, Португалия. Епархия Фуншала входит в патриархат Лиссабона. Кафедральным собором епархии Фуншала является церковь Успения Пресвятой Девы Марии.

## История
12 января 1514 года Римский папа Лев X выпустил буллу Pro excellenti praeeminentia, которой учредил епархию Фуншала, выделив её из архиепархии Танжера. В этот же день епархия Фуншала вошла в патриархат Лиссабона.
31 января 1533 года епархия Фуншала передала часть своей территории новой епархии Сантьягу. В этот же день епархия Фуншала была возведена в ранг архиепархии, которая стала одной из самой большой по территории католической церковной структурой в истории Католической церкви. В архиепархию Фуншала входили территории Бразилии, Индии, почти вся Африка и Азорские острова.
3 ноября 1534 года архиепархия Фуншала передала часть своей территории епархиям Ангры, Гоа (сегодня — архиепархия Гоа и Дамана) и Сан-Томе и Принсипи.
23 февраля 1551 года архиепархия Фуншала передала часть своей территории новой епархии Сан-Салвадор-да-Баия.
3 июля 1551 года архиепархия Фуншала перестала быть архиепархией и вошла в митрополию Лиссабона.
В 1763 году и 28 января 1842 года епархия Фуншала передала часть своей территории новым апостольской префектуре Сенегала (сегодня — Архиепархия Дакара) и апостольской префектуре Обеих Гвиней и Сенегамбии (сегодня — Архиепархия Либревиля).

## Ординарии епархии
- епископ Diogo Pinheiro (1514—1526);
  - Sede vacante (1526—1533);
- епископ Martinho de Portugal (10.02.1533 — 1547);
  - Sede vacante (1547—1551);
- епископ Gaspar do Casa (3.07.1551 — 9.03.1556);
- епископ Jorge de Lemos (9.03.1556 — 15.11.1569);
- епископ Fernando de Távora (14.11.1569 — 1573);
- епископ Jerónimo Barreto (1573 — 3.06.1585);
- епископ Luís de Figueiredo e Lemos (5.03.1586 — 26.11.1608);
- епископ Lourenço de Távora (24.10.1609 — 18.09.1617);
- епископ Jerónimo Fernando (1619—1650);
  - Sede vacante (1650—1670);
- епископ Gabriel de Almeida (1670 — 12.07.1674);
- епископ António Teles da Silva (17.12.1674 — 14.11.1682);
- епископ Estevão Brioso de Figueiredo (27.09.1683 — 20.05.1689);
- епископ José de Santa Maria Saldanha (1690—1697);
- епископ José de Sousa Castelo Branco (1698—1722);
- епископ Manuel Coutinho (25.11.1722 — 25.02.1741);
- епископ João do Nascimento (2.01.1741 — 1753);)
- епископ Gaspar Afonso da Costa Brandão (18.07.1756 — 1784);
- епископ José da Costa e Torres (14.02.1785 — 22.06.1796);
- епископ Luis Rodrigues Vilares (24.07.1797 — 1811);
  - Sede vacante (1811—1819);
- епископ João Joaquim Bernardino de Brito (28.08.1819 — 1820);
- епископ Francisco José Rodrigues de Andrade (24.09.1821 — 1838);
  - Sede vacante (1838—1843);
- епископ José Xavier de Cerveira e Sousa (14.06.1843 — 18.04.1848);
- епископ Manuel Martins Manso (20.05.1850 — 18.03.1858);
- епископ Patrício Xavier de Moura (15.11.1859 — 19.09.1872);
- епископ Aires de Ornelas de Vasconcelos (27.10.1872 — 23.07.1874);
- епископ Manuel Agostinho Barreto (8.06.1876 — 26.06.1911);
- епископ Antonio Emanuele Pereira Ribeiro (2.10.1914 — 22.03.1957);
- епископ David de Sousa (23.09.1957 — 15.11.1965);
- епископ João Antonio da Silva Saraiva (21.11.1965 — 28.06.1972);
- епископ Francisco Antunes Santana (18.03.1974 — 5.03.1982);
- епископ Teodoro de Faria (10.03.1982 — 8.03.2007);
- епископ António José Cavaco Carrilho (8.03.2007 — по настоящее время).

## Источник
- Annuario Pontificio, Libreria Editrice Vaticana, Città del Vaticano, 2003, ISBN 88-209-7422-3;
- António Cordeiro Historia insulana das ilhas a Portugal sugeitas no oceano occidental, vol. I, Lisboa 1866.
- Булла Pro excellenti praeeminentia, Bullarium patronatus Portugalliae regum, Tomus I, стр. 100—101 (лат.)
- Булла Romani Pontificis, Bullarium patronatus Portugalliae regum, Tomus I, стр. 170—174 (лат.)